# Lễ kỷ niệm

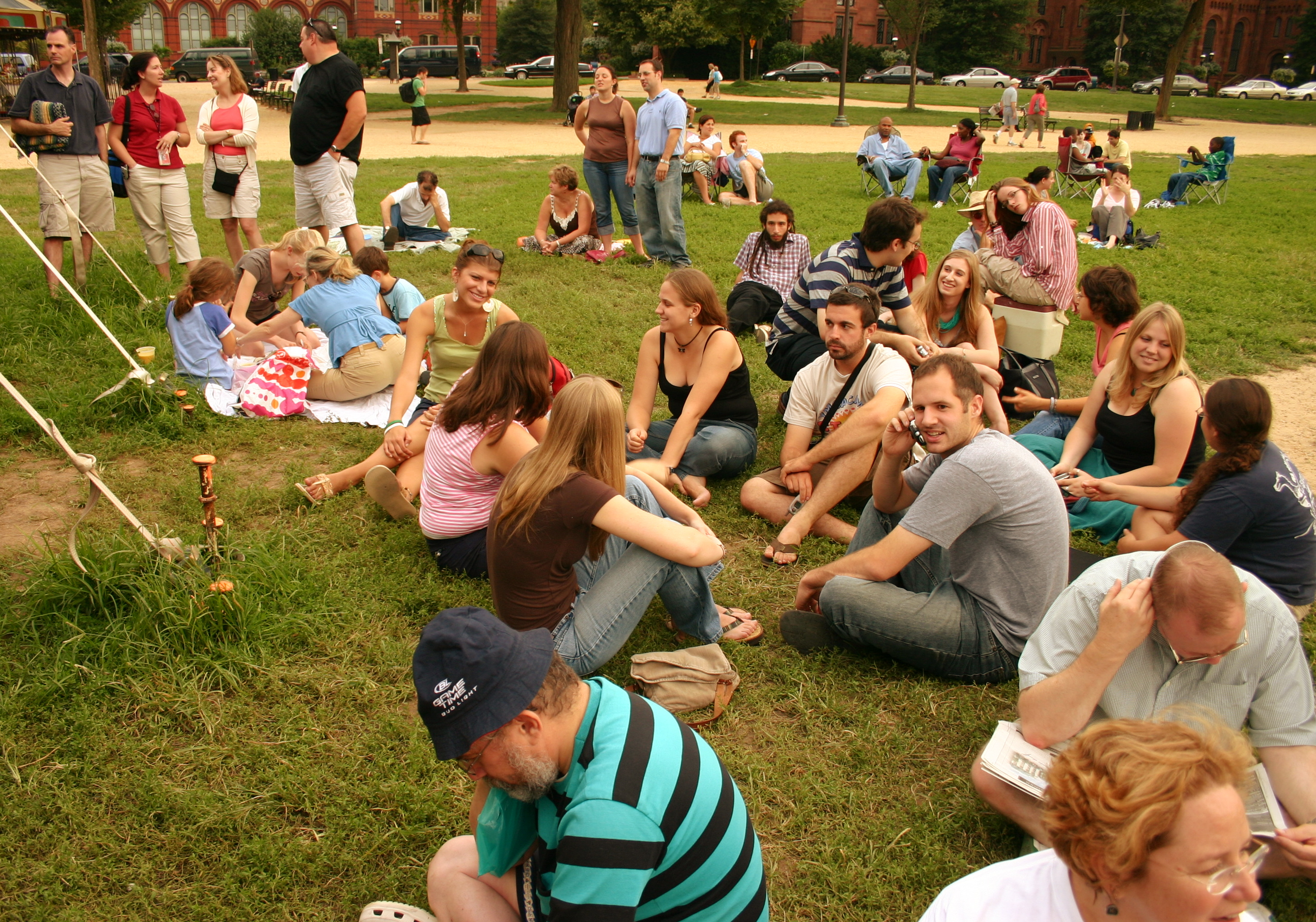
Một buổi sinh hoạt dã ngoại kỷ niệm Lễ hội dân gian Smithsonian lần thứ 40

Lễ kỷ niệm (Jubilee) thường được dùng để chỉ một buổi lễ kỷ niệm một ngày kỷ niệm cụ thể, ghi dấu của một sự kiện, thường biểu thị lễ kỷ niệm đến hẹn lại lên vào các lần thứ 25, 40, 50, 60 và 70. Thuật ngữ này bắt nguồn từ Kinh thánh Hebrew ("Cựu Ước") có tên là Năm lễ yovel (יובל), ban đầu liên quan đến một nghi lễ tôn giáo lặp đi lặp lại kéo dài trong một số năm nhất định, đáng chú ý là liên quan đến việc giải phóng những nô lệ nợ nần. Các hoàng đế của La Mã cổ đại thường ghi dấu các ngày kỷ niệm cai trị của họ bằng các lễ kỷ niệm, mặc dù họ không sử dụng thuật ngữ "lễ kỷ niệm". Tuy nhiên, thuật ngữ này đã đi vào sử dụng trong tiếng Anh từ Kinh thánh, cùng với lễ kỷ niệm thông thường của một triều đại, và hiện thường được dùng để chỉ các lễ kỷ niệm liên quan đến triều đại của các quốc vương sau khi một số năm quan trọng đã trôi qua. Năm lễ (mỗi năm thứ 50) và năm nghỉ phép (mỗi năm thứ bảy) là những điều răn trong Kinh thánh liên quan đến quyền sở hữu đất đai và nô lệ. Các luật lệ liên quan đến năm nghỉ phép vẫn được nhiều người Do Thái sùng đạo vâng giữ. Trong truyền thống của Công giáo La Mã, năm thánh là "một năm đặc biệt do Giáo hội triệu tập để được ban phước lành và sự tha thứ từ Chúa" được thiết lập cứ sau 50 hoặc 25 năm kể từ năm 1300.

## Các dịp

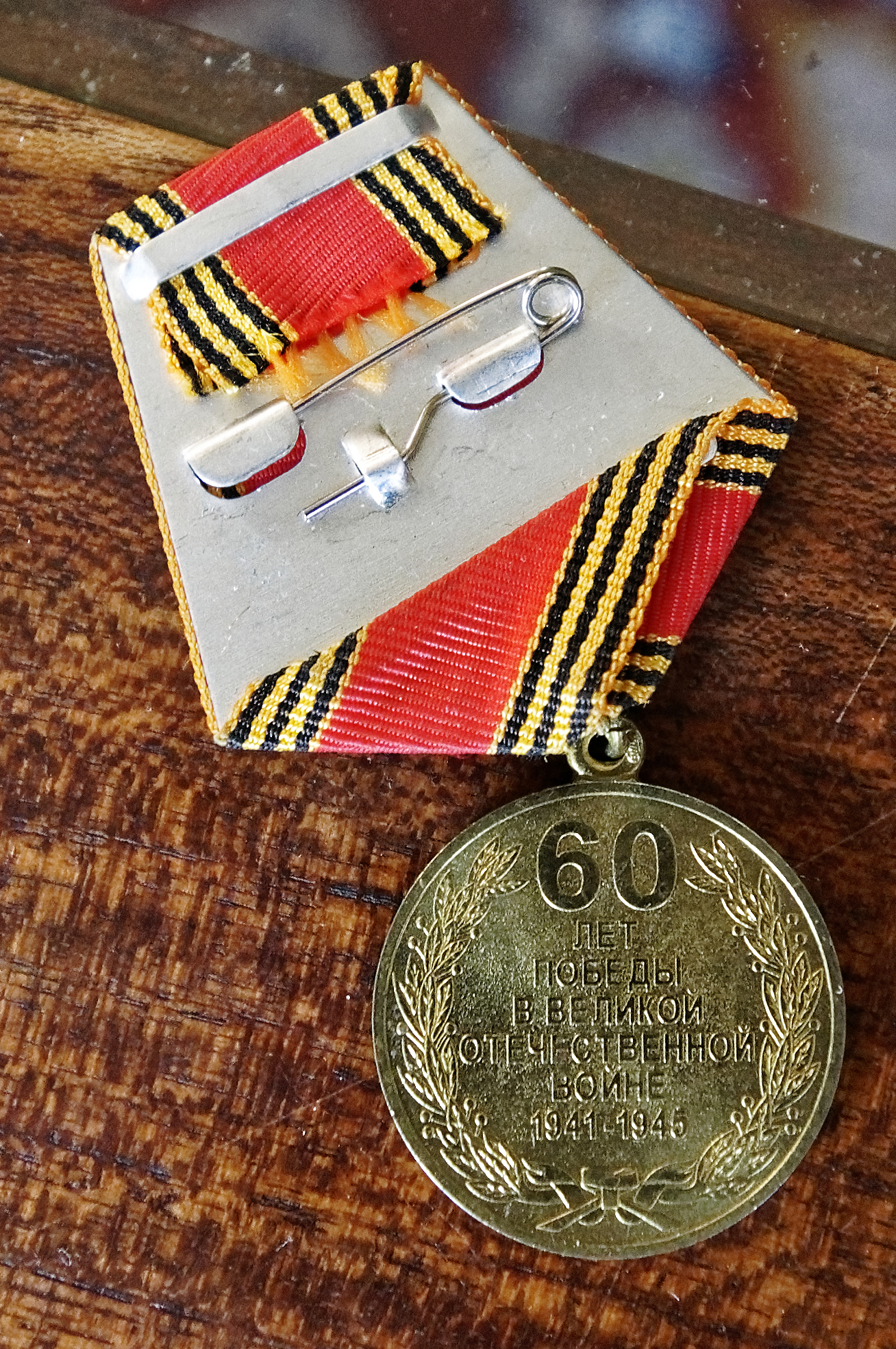
Huân chương Kỷ niệm 60 năm Chiến thắng trong Chiến tranh Vệ quốc Vĩ đại 1941–1945

Theo quy ước của hoàng đế La Mã Augustus thường kỷ niệm các lễ kỷ niệm lớn vào năm thứ 10 trị vì của họ. Decennalia đánh dấu năm thứ 10, Vicennalia đánh dấu năm thứ 20 và trong trường hợp của Constantine Đại đế là Tricennalia đánh dấu năm thứ 30. Đôi khi có những lễ hội nhỏ hơn diễn ra vào năm thứ 5 giữa những lễ hội này. Đối với các quốc vương hiện đại, những ngày này thường gắn liền với kim loại quý và đá quý:
- Lễ kỷ niệm Bạc, kỷ niệm dấu ấn 25 năm[2].
- Lễ kỷ niệm Hồng ngọc, kỷ niệm chặng đường 40 năm[3].
- Lễ kỷ niệm Vàng, kỷ niệm 50 năm[4].
- Lễ kỷ niệm Kim cương, cho một trong hai lần kỷ niệm thứ 60 năm[5][6] hoặc lần thứ 75 năm[5][6].
- Lễ kỷ niệm Lam ngọc, kỷ niệm 65 năm[7].
- Lễ Bạch kim, kỷ niệm 70 năm[8].